# Коки
 Тази статия е за групата микроорганизми.  За вида жаби вижте Пуерториканска коки.  
Коки (единствено число – кок, от латинското coccinus (червен), което произлиза от гръцкото kokkos (зърно) са микроорганизми, чиято форма е сферична или близко до сферичната. Срещат се единично или в групи с различна форма, според която и названията: диплококи (по две), стрептококи (във верижки), стафилококи (в гроздове) и др. Причиняват редица заболявания по хората и животните (пневмония, менингит, трипер, гнойни заболявания, ангина, ендокардит, ревматизъм и други).